# Сінькевич Юлія Львівна
Юлія Львівна Сінькевич (нар. 8 листопада 1983, Київ) — генеральна продюсерка ОМКФ, член наглядової ради та співзасновниця Української кіноакадемії, член наглядової ради Українського інституту, член Європейської кіноакадемії (з ?), член Національної спілки кінематографістів України (з 2018), член Українського оскарівського комітету (з 2019). Лауреатка Премії Women In Arts (2020).
У минулому Сінкевич допомагала з організацією кримського музичного фестивалю Джаз Коктебель та київського фестивалю мистецтва ГогольFest. Сінкевич також має досвід як продюсер документального фільму «Рідні» (2016) та як організатор концертних турів грузинського джазового гурту Ніно Катамадзе & Insight, Рішара Гальяно, De Phazz тощо.

## Біографія
Юлія Сінькевич народилась 8 листопада 1983 року в Києві.
У ? році закінчила НаУКМА за спеціальністю «юрист». У 2006—2007 рр. навчалась на кафедрі вокалу Консерваторії Сан-Франциско.

## Кар'єра
У 2006—2008 роках працювала на міжнародному музичному фестивалі Джаз Коктебель. У 2010 році працювала на мультидисциплінарному міжнародному фестивалі сучасного мистецтва ГогольFest.
З 2010 до 2013 року Юлія Сінькевич працювала в компанії з дистрибуції та кіновиробництва Артхаус Трафік, де відповідала за просування на фестивалях спеціальної програми короткометражних фільмів, а також за міжнародне співробітництво між спеціалістами кіноіндустрії в Україні та за кордоном.
У 2012 році, працюючи в агентстві Clever group керівником проєктів, була одним із організаторів Всесвітнього видавничого форуму (World Publishing Forum WANIFRA 2012) від Всесвітньої газетної та новинної асоціації.
З 2013 року є генеральною продюсеркою Одеського міжнародного кінофестивалю, одного з найбільших фестивалів у Східній Європі.

## Фільмографія
Продюсер
- «Рідні» (2016) — режисер: російський документаліст Віталій Манський[8]

## Громадська позиція
Долучилася до акції на підтримку українського режисера Олега Сенцова, незаконно ув'язненого у Росії